# 선무원종공신녹권
선무원종공신녹권(宣武原從功臣錄券)은 대한민국 전라남도 화순군 청풍면 세청리에 있다. 2002년 7월 31일 화순군의 향토문화유산 제11호로 지정되었다.